# Коста Неделькович
Ко́ста Неде́лькович (серб. Kоста Недељковић; нар. 16 грудня 2005, Смедерево) — сербський футболіст, захисник англійського клубу «Астон Вілла» та збірної Сербії. На правах оренди виступає за німецький «РБ Лейпциг».

## Клубна кар'єра

### «Црвена Звезда»
Вихованець футбольної академії клубу «Црвена Звезда». 5 лютого 2021 року підписав з клубом свій перший професіональний контракт. 5 грудня 2022 року продовжив контракт із «Црвеною Звездою».
6 січня 2023 року відправився у фарм-клуб «Графичар» з Першої ліги до кінця сезону. 25 лютого 2023 року дебютував за «Графичар» у матчі Першої ліги проти клубу «Железнічар» (Панчево), вийшовши в стартовому складі. 23 березня того ж року в поєдинку Першої ліги проти «Вршаця» забив свій перший гол за «Графичар». Всього за час оренди зіграв 17 матчів за клуб, в яких відзначився одним м'ячем.
Повернувшись з оренди, перед початком сезону 2023-24 переведений до першої команди клубу. 18 липня 2023 року продовжив контракт із «Црвеною Звездою» до 2026 року. 6 серпня дебютував в основному складі «Црвени Звезди» в матчі Суперліги проти «Напредака». 25 жовтня 2023 року в поєдинку групового етапу Ліги чемпіонів УЄФА проти німецького «РБ Лейпцига» дебютував у єврокубках, замінивши Милана Родича.

### «Астон Вілла»
22 січня 2024 року перейшов в англійський клуб «Астон Вілла», втім залишився на правах оренди в «Црвені Звезді» до кінця сезону 2023–24. Сума трансферу становила близько 8 млн фунтів стерлінгів. За підсумками сезону допоміг команді виграти Суперлігу та здобути Кубок Сербії, оформивши золотий дубль.
17 серпня 2024 року дебютував за «Астон Віллу» в матчі Прем'єр-ліги проти «Вест Гем Юнайтед», замінивши Метті Кеша. Таким чином став ювілейним 1000-им гравцем в історії «Астон Вілли».

#### Оренда в «РБ Лейцпиг»
3 лютого 2025 року на правах оренди перейшов у німецький клуб «РБ Лейпциг» до кінця сезону. 14 лютого дебютував за нову команду в матчі Бундесліги проти «Аугсбурга», вийшовши на заміну Рідле Баку.
14 липня 2025 року залишився в «Лейпцигу» ще на один сезон в оренді.

## Кар'єра в збірній
Виступав за збірні Сербії до до 17, до 18 і до 19 років. У травні 2022 року потрапив в заявку збірної до 17 років на юнацький чемпіонат Європи в Ізраїлі. На турнірі зіграв усі 5 матчів своєї команди, яка дійшла до півфіналу, де поступилась збірній Нідерландів у серії післяматчевих пенальті.
19 серпня 2024 року вперше викликаний до збірної Сербії головним тренером Драганом Стойковичем для участі в матчах Ліги націй УЄФА проти збірних Іспанії та Данії. 5 вересня в поєдинку з Іспанією дебютував за збірну Сербії, вийшовши в стартовому складі.

## Статистика виступів

### Клубна статистика
Станом на 17 травня 2025 
| Клуб              | Сезон             | Чемпіонат         | Чемпіонат | Чемпіонат | Кубок | Кубок | Кубок ліги | Кубок ліги | Єврокубки | Єврокубки | Інші  | Інші | Всього | Всього |
| Клуб              | Сезон             | Дивізіон          | Матчі     | Голи      | Матчі | Голи  | Матчі      | Голи       | Матчі     | Голи      | Матчі | Голи | Матчі  | Голи   |
| ----------------- | ----------------- | ----------------- | --------- | --------- | ----- | ----- | ---------- | ---------- | --------- | --------- | ----- | ---- | ------ | ------ |
| Црвена Звезда     | 2023–24           | Суперліга         | 14        | 0         | 2     | 0     | —          | —          | 4         | 0         | —     | —    | 20     | 0      |
| → Графичар        | 2022–23           | Перша ліга        | 15        | 1         | 0     | 0     | —          | —          | —         | —         | 2     | 0    | 17     | 1      |
| → Графичар        | 2023–24           | Перша ліга        | 6         | 0         | 0     | 0     | —          | —          | —         | —         | —     | —    | 6      | 0      |
| → Графичар        | Всього            | Всього            | 21        | 1         | 0     | 0     | 0          | 0          | 0         | 0         | 2     | 0    | 23     | 1      |
| Астон Вілла       | 2024–25           | Прем'єр-ліга      | 5         | 0         | 1     | 0     | 2          | 0          | 2         | 0         | —     | —    | 10     | 0      |
| → РБ Лейпциг      | 2024–25           | Бундесліга        | 10        | 0         | 1     | 0     | 0          | 0          | 0         | 0         | 0     | 0    | 11     | 0      |
| → РБ Лейпциг      | 2025–26           | Бундесліга        | 0         | 0         | 0     | 0     | 0          | 0          | 0         | 0         | 0     | 0    | 0      | 0      |
| → РБ Лейпциг      | Всього            | Всього            | 10        | 0         | 1     | 0     | 0          | 0          | 0         | 0         | 0     | 0    | 11     | 0      |
| Всього за кар'єру | Всього за кар'єру | Всього за кар'єру | 50        | 1         | 4     | 0     | 2          | 0          | 6         | 0         | 2     | 0    | 64     | 1      |

1. ↑  Частину сезону провів в оренді з «Астон Вілли»
2. 1 2  Матчі в Лізі чемпіонів УЄФА

### Міжнародна статистика
Станом на 7 червня 2025 
| Збірна            | Сезон             | Товариські | Товариські | Офіційні | Офіційні | Всього | Всього |
| Збірна            | Сезон             | Матчі      | Голи       | Матчі    | Голи     | Матчі  | Голи   |
| ----------------- | ----------------- | ---------- | ---------- | -------- | -------- | ------ | ------ |
| Сербія            |                   |            |            |          |          |        |        |
| 2024              | 0                 | 0          | 6          | 0        | 6        | 0      |        |
| 2025              | 0                 | 0          | 1          | 0        | 1        | 0      |        |
| Всього за кар'єру | Всього за кар'єру | 0          | 0          | 7        | 0        | 7      | 0      |

### Матчі за збірну
Станом на 7 червня 2025 
| Матчі Кости Недельковича за збірну Сербії | Матчі Кости Недельковича за збірну Сербії | Матчі Кости Недельковича за збірну Сербії | Матчі Кости Недельковича за збірну Сербії | Матчі Кости Недельковича за збірну Сербії | Матчі Кости Недельковича за збірну Сербії | Матчі Кости Недельковича за збірну Сербії | Матчі Кости Недельковича за збірну Сербії |
| №                                         | Дата                                      | Суперник                                  | Рахунок                                   | Голи                                      | Картки                                    | Хвилини                                   | Змагання                                  |
| ----------------------------------------- | ----------------------------------------- | ----------------------------------------- | ----------------------------------------- | ----------------------------------------- | ----------------------------------------- | ----------------------------------------- | ----------------------------------------- |
| 1                                         | 5 вересня 2024                            | Іспанія                                   | 0–0                                       |                                           |                                           | 90'                                       | Ліга націй УЄФА 2024–25 (А)               |
| 2                                         | 8 вересня 2024                            | Данія                                     | 0–2                                       |                                           |                                           | 64'                                       | Ліга націй УЄФА 2024–25 (А)               |
| 3                                         | 12 жовтня 2024                            | Швейцарія                                 | 2–0                                       |                                           |                                           | 73'                                       | Ліга націй УЄФА 2024–25 (А)               |
| 4                                         | 15 жовтня 2024                            | Іспанія                                   | 0–3                                       |                                           |                                           | 64'                                       | Ліга націй УЄФА 2024–25 (А)               |
| 5                                         | 15 листопада 2024                         | Швейцарія                                 | 1–1                                       |                                           |                                           | 12'                                       | Ліга націй УЄФА 2024–25 (А)               |
| 6                                         | 18 листопада 2024                         | Данія                                     | 0–0                                       |                                           |                                           | 2'                                        | Ліга націй УЄФА 2024–25 (А)               |
| 7                                         | 7 червня 2024                             | Албанія                                   | 0–0                                       |                                           |                                           | 2'                                        | Відбіркові матчі ЧС-2026                  |

Всього: 7 матчів / 0 голів; 1 перемога, 4 нічиї, 2 поразки.

## Досягнення
«Црвена Звезда»
- Чемпіон Сербії: 2023–24[33]
- Володар Кубка Сербії: 2023–24[34]